# Hasan II del Marocco
Hasan II (talvolta Hassan II; in arabo الحسن الثاني‎?, Ḥasan aṯ-ṯhānī; Rabat, 10 luglio 1929 – Rabat, 23 luglio 1999) è stato re del Marocco dal 1961 fino alla sua morte, quando gli è succeduto il figlio Muhammad VI. Apparteneva alla dinastia alawide.

## Biografia

### Primi anni
Nato a Rabat il 9 luglio 1929, era il figlio maggiore del sultano, poi re, Moḥammed V e di Abla bint Tahar, sposata da suo padre nel 1926. Ḥassan II si laureò in legge in Francia presso l'Università di Bordeaux.

### L'esilio
Venne esiliato in Corsica dalle autorità francesi il 20 agosto 1953, insieme al padre. Furono poi trasferiti in Madagascar nel gennaio 1954. Durante l'esilio l'allora principe Ḥassan assunse il ruolo di consigliere politico del padre. Moḥammed V e la sua famiglia tornarono in patria il 16 novembre 1955.

### L'ascesa al potere
Il principe Ḥassan, nel febbraio 1956, partecipò ai negoziati per l'indipendenza del Marocco insieme al padre, da cui, nell'aprile 1956 venne nominato capo delle Forze Armate Reali. In seguito ai tumulti popolari che si verificarono quello stesso anno, guidò contingenti armati contro i berberi sulle montagne del Rif. Nel 1957 Moḥammed V cambiò il titolo del regnante del Marocco da sultano a re. Ḥassan venne proclamato principe ereditario il 19 luglio 1957 e divenne re il 3 marzo 1961, dopo la morte del padre.
La trasformazione fu immediata. Nel dicembre 1962 Ḥassan II fece adottare una Costituzione su misura, senza il consenso dei partiti politici, in base alla quale il re, comandante dei credenti, era una personalità «inviolabile e sacra».
Il suo ruolo conservatore rafforzò notevolmente la dinastia alawide, ma il suo rifiuto di condividere il potere con i partiti e di appoggiarsi, invece, all'élite makhzen, casta tradizionale legata al re (equivalente alle antiche corti europee), che funzionava come uno Stato parallelo, provocò inevitabili proteste. Nel 1965 re Ḥassan, pur non avendo abolito il meccanismo della democrazia parlamentare, aveva preso, però, la decisione di sciogliere il Parlamento e di governare direttamente. Quando vennero finalmente indette le elezioni, il risultato fu una maggioranza chiaramente manovrata in favore dei partiti leali al re. Questo causò una forte reazione di proteste nella popolazione e nell'opposizione politica, che si manifestò con dimostrazioni e sommosse in sfida al potere del re.

### Gli anni di piombo
Il periodo di rigido sistema dittatoriale, che va dagli anni '60 fino ai primi anni '90, è stato definito dalle forze di opposizione anni di piombo.
Durante questo periodo venne esercitata una ferrea repressione politica e centinaia di dissidenti furono uccisi, arrestati, esiliati o fatti scomparire. Dietro suo ordine, il 29 ottobre 1965 venne eseguito a Parigi, in pieno giorno, il sequestro del leader democratico marocchino Mehdi Ben Barka, del quale non fu poi più trovata traccia.

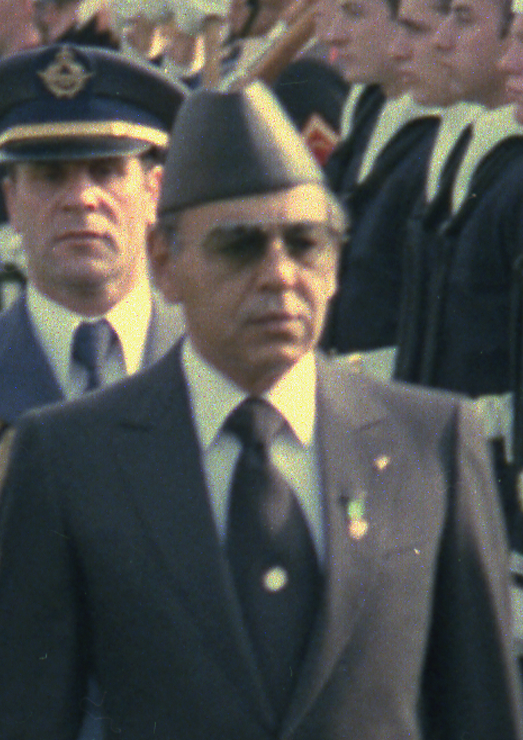
Re Hassan II nel 1978

Nel novembre 1975 la Marcia Verde, organizzata verso i territori dell'antica colonia spagnola del Sahara Occidentale, gli dette l'occasione di ricostruire l'unità intorno alla sua persona, nel tentativo di instaurare una specie di culto della personalità. Il suo ritratto venne affisso in ogni luogo pubblico di ogni città e villaggio, con la polizia pronta ad intervenire in caso di mancata affissione.

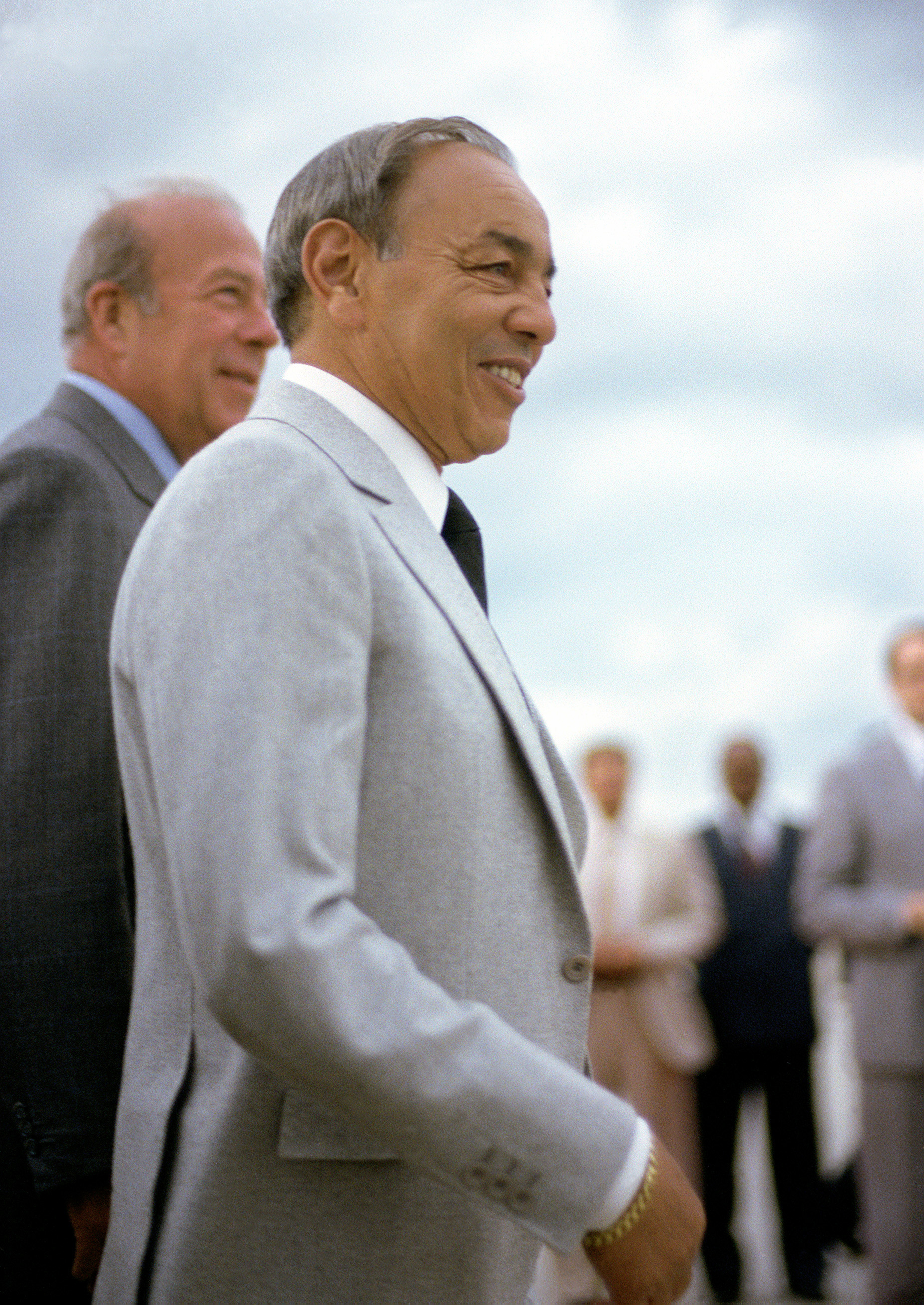
Re Hassan II in visita negli Stati Uniti; dietro di lui George Shultz

Fu solo verso la fine degli anni '80 che il suo regime cominciò lentamente a cedere. Le riforme costituzionali del 1992 e del 1996 attenuarono la fisionomia assolutista della monarchia. Nel febbraio 1998, infine, Ḥassan II nominò un membro dell'opposizione, il socialista Abderrahmane Youssoufi, come Primo ministro, in nome dell'alternanza, ma si può dire che gli anni di piombo ebbero termine definitivamente solo con l'ascesa al trono del figlio Mohammed VI, nel 1999.

### Gli attentati
Nei primi anni '70 la crescente ondata di scontento si allargò all'esercito: re Ḥassan riuscì a sfuggire a due attentati. Il 10 luglio 1971 un primo tentativo di colpo di Stato, probabilmente supportato dalla Libia, causò un centinaio di vittime durante una cerimonia al palazzo reale di Skhirat.
Il 16 agosto 1972 il generale Mohamed Oufkir organizzò un attacco aereo contro il Boeing 727 sul quale il re stava viaggiando, di ritorno da Rabat, non riuscendo però a colpirlo. In seguito al fallimento dell'azione, secondo la versione ufficiale del tempo, Oufkir si suicidò. Secondo alcune fonti, sarebbe stato invece fucilato dal re stesso. Come testimonia la figlia Malika Oufkir nel suo libro autobiografico, il padre venne giustiziato con cinque colpi di arma da fuoco.

### Politica estera
Ḥassan II fu per anni un canale di mediazione tra il mondo arabo e Israele, facilitando i primi negoziati intercorsi tra le due regioni. Il Marocco fu tra i primi e pochi paesi arabi a riconoscere lo Stato d'Israele e ad intrattenere normali relazioni diplomatiche, che furono tuttavia interrotte nell'ottobre 2000 per ribadire il suo fermo sostegno alla Palestina.
Durante il suo regno, nel novembre 1975, con quella che venne chiamata la Marcia verde, il Marocco procedette all'annessione del Sahara Occidentale, evento determinante per la politica estera del Marocco, che provocò un inasprimento delle relazioni diplomatiche con l'Algeria, relazioni già entrate in crisi nel 1963 a causa di quella che venne poi chiamata Guerra delle sabbie (scoppiata per via della contestazione dei confini post-coloniali). Il 12 novembre 1984 il Marocco si ritirò dall'Organizzazione dell'Unità Africana a causa dell'ammissione alla stessa della Repubblica democratica araba Sahrawi (autoproclamata dal Fronte Polisario).

### Morte e sepoltura
Ḥassan, minato da un cancro, morì per complicazioni acute all'apparato respiratorio all'ospedale ibn Sīnā di Rabat all'età di 70 anni, il 23 luglio 1999, dopo trentotto anni di regno. Fu sepolto nel mausoleo di Mohammed V, a Rabat, dove riposano anche suo padre Mohammed V e suo fratello Moulay Abdellah. Al momento della morte era il decano dei capi di Stato africani. Ebbe funerali di Stato, ai quali furono presenti rappresentanti di oltre 50 paesi.

## Vita personale

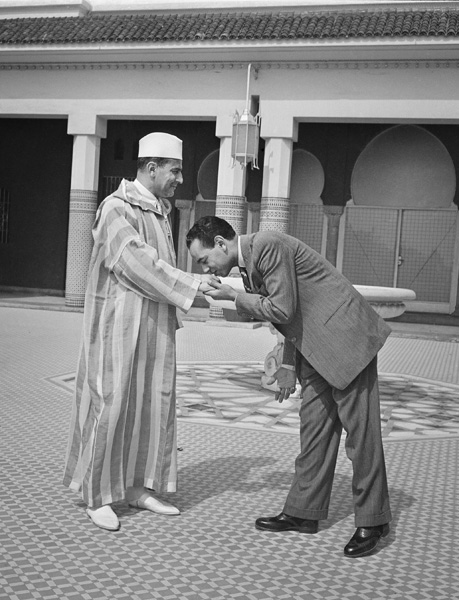
Il principe ereditario Ḥasan con suo padre Mohammed V, nel 1950

Re Ḥassan II ebbe cinque figli da sua moglie Lalla Latifa Hammou, membro del gruppo etnico Zayani, sposata il 9 novembre 1961:
- Principessa Lalla Meryem (Roma, 26 agosto 1962).
- Re Mohammed VI (Rabat, 21 agosto 1963).
- Principessa Lalla Asma (Rabat, 29 settembre 1965).
- Principessa Lalla Hasna (Rabat, 19 novembre 1967).
- Principe Moulay Rachid (Rabat, 20 giugno 1970).

Il padre di Ḥassan II era Mohammed V del Marocco e sua madre Lalla ʿAbla bint Ṭāhar. Aveva cinque sorelle e un fratello:
- Lalla Fatima Zohra (Rabat, 29 giugno 1929 - Cabo Negro, 10 agosto 2014) (dal primo matrimonio di Mohammed V con Lalla Hanila bint Maʾmūn).
- Lalla ʿĀʾisha (Rabat, 17 giugno 1930 - Rabat, 4 settembre 2011) (dal secondo matrimonio di Mohammed V con Lalla ʿAbla).
- Lalla Malika (Rabat, 14 marzo 1933 - Rabat, 28 settembre 2021) (dal secondo matrimonio di Mohammed V).
- Moulay Abdellah (Rabat, 30 luglio 1935 - Rabat, 20 dicembre 1983) (dal secondo matrimonio di Mohammed V).
- Lalla Nuzha (Rabat, 29 ottobre 1940 - Tétouan, 2 settembre 1977) (dal secondo matrimonio di Mohammed V).
- Lalla Amina (Antsirabe, 8 aprile 1954 - Rabat, 16 agosto 2012) (dal terzo matrimonio di Mohammed V con Lalla Bāhiya bint ʿAntar).